# 5 * Stunna
5 * Stunna (zapis stylizowany: 5 ★ Stunna lub 5 Star Stunna) – trzeci studyjny album amerykańskiego rapera Birdmana.
Pierwszym singlem był „Pop Bottles” z udziałem Lil Wayne’a, a drugim oficjalnym singlem był „100 Million”, z gościnnym udziałem DJ Khaled, Rick Rossa, Young Jeezy’iego, Dre i przyjaciela Wayne’a. Natomiast ostatnim singlem był „I Run This”, z Lil Wayne’em. Wśród producentów są takie osobistości jak Kane Beatz, TMIX, Cool & Dre, Young Yonny, DJ Tone, The Fliptones, Tommy Gunnz i Steve Morales razem z Raymondem „Sarom” Diazem. Lil Wayne występuje na płycie w siedmiu utworach. Pierwotnie album miał być zatytułowany „5 Star General”, ale później został zmieniony.
Album zadebiutował na 18. miejscu listy Billboard 200, ze sprzedażą około 80 tys. kopii w pierwszym tygodniu. Do 15 stycznia 2008 roku sprzedano ponad 372 tys. egzemplarzy.

## Lista utworów
| #  | Tytuł                               | Producent(ci)                                           | Goście(s)                               | Czas |
| -- | ----------------------------------- | ------------------------------------------------------- | --------------------------------------- | ---- |
| 1  | "Intro"                             | Keleigh Reid                                            |                                         | 1:06 |
| 2  | "Fully Loaded"                      | Kane Beatz                                              |                                         | 3:40 |
| 3  | "I Run This"                        | TMIX, Drumma Boy                                        | Lil Wayne                               | 4:47 |
| 4  | "The Money "So Fresh""              | Jean "JROCK" Borges (co-prod. by Young Yonny)           |                                         | 4:35 |
| 5  | "The Old Man #1 (Interlude)"        | Keleigh Reid                                            |                                         | 1:01 |
| 6  | "100 Million"                       | Cool & Dre                                              | Rick Ross, Dre, Young Jeezy & Lil Wayne | 3:29 |
| 7  | "Believe Dat"                       | Mark Batson (co-prod. by Jeff Bhasker, prod. Jeff Reid) | Lil Wayne                               | 4:01 |
| 8  | "Wet Paint"                         | TMIX                                                    |                                         | 3:46 |
| 9  | "Grind"                             | StreetRunner                                            | Lil Wayne & Brisco                      | 3:48 |
| 10 | "All the Time"                      | Jim Jonsin                                              |                                         | 4:09 |
| 11 | "The Old Man #2 (Interlude)"        | Keleigh Reid                                            |                                         | 0:48 |
| 12 | "Head Busta"                        | Young Yonny, Maestro                                    |                                         | 4:28 |
| 13 | "Pop Bottles"                       | Raymond "Sarom" Diaz, Steve Morales                     | Lil Wayne                               | 3:27 |
| 14 | "Love My Hood"                      | TMIX                                                    |                                         | 4:32 |
| 15 | "I'm a Stunna"                      | TMIX, DVS Productions                                   |                                         | 4:37 |
| 16 | "The Old Man #3 (Interlude)"        | Keleigh Reid                                            |                                         | 1:02 |
| 17 | "Make Way"                          | The Fliptones, Jean "JROCK" Borges                      | Fat Joe & Lil Wayne                     | 4:33 |
| 18 | "So Tired"                          | The Fliptones, Da Honorable C.N.O.T.E.                  | Lil Wayne                               | 4:06 |
| 19 | "Outro"                             | Keleigh Reid                                            |                                         | 0:50 |
| 20 | "We Gangsta"                        | TMIX                                                    | All Star Cashville Prince & Yo Gotti    | 5:03 |
| 21 | "Bossy"                             | The Fliptones, Jason "Jay-E" Epperson                   | Jason Derulo                            | 3:46 |
| 22 | "R.I.P."                            | Mousa, Rodnae                                           |                                         | 5:15 |
| 23 | "'S' On My Chest" (utwór dodatkowy) | Kane Beatz                                              | Lil Wayne                               | 4:22 |

## Pozycja na listach
| Lista (2007)                          | Pozycja |
| ------------------------------------- | ------- |
| U.S. Billboard 200                    | 18      |
| U.S. Billboard Top R&B/Hip-Hop Albums | 3       |
| U.S. Billboard Top Rap Albums         | 2       |